# Banque commerciale du Maroc
Pour les articles homonymes, voir BCM.
Banque commerciale du Maroc ou BCM était une banque fondée en 1911 au Maroc et qui a existé sous cette dénomination jusqu'en 2004. Abdelaziz El Alami Hassani a dirigé la banque pendant 40 ans, son nom est devenu l'emblème du secteur banquier.
En 1999, le capital social de la Banque commerciale du Maroc s'élevait à 1 325 000 000 dirhams marocains pour un total de 13 250 000 actions  et son siège social était au 2, boulevard Moulay Youssef Casablanca, Maroc depuis le début des années 1980.
Et en 2002, le capital social de la Wafabank s'élevait à 639 482 700 dirhams marocains.
Le 1er janvier 2005, Attijariwafa Bank est créé après fusion-acquisition de B.C.M/Wafa.
En juillet 2008, le capital social d'Attijariwafa Bank s'élève à 1 929 959 600 dirhams marocains pour un total de 19 299 596 actions et son siège social est au 2, bd Moulay Youssef, Casablanca, Maroc.

## Sources et références
1. ↑  Pressearchiv 20. Jahrhundert (organisation), consulté le 27 juillet 2021.

- Nicolas Stoskopf, Dictionnaire historique des banques du groupe CIC, 2009